# Gerd Domhardt

Gerd Domhardt, Kloster Michaelstein 1993

Gerd Domhardt (* 19. Februar 1945 in Wolmirstedt; † 18. Februar 1997 in Halle) war ein deutscher Komponist, Musikwissenschaftler und Dirigent.

## Leben
Gerd Domhardt wurde vor Kriegsende 1945 als Sohn eines Glasbläsers und einer Schneiderin in Wolmirstedt unweit von Magdeburg in der preußischen Provinz Sachsen geboren. Er wuchs in Schleusingerneundorf bei Suhl auf und erhielt in seiner Kindheit und Jugend Violinunterricht.
Von 1963 bis 1968 studierte er Musikerziehung bei Siegfried Bimberg, Musikwissenschaft bei Walther Siegmund-Schultze und Germanistik an der Martin-Luther-Universität Halle-Wittenberg. Weitere musikalische Prägung erfuhr er bei den Hallenser Madrigalisten, deren Mitglied er von 1963 bis 1973 war. Unter Olaf Koch war er zudem bis 1969 am Staatlichen Sinfonieorchester Halle tätig. Als Lektor für Chormusik arbeitete er von 1969 bis 1973 beim VEB Deutscher Verlag für Musik im benachbarten Leipzig.
Von 1973 bis 1976 war er Meisterschüler für Komposition bei Ruth Zechlin an der Akademie der Künste der DDR in Berlin (Ost). Seit dieser Zeit wurde der Komponist stark von der westeuropäischen Avantgarde beeinflusst.
Gemeinsam mit Hans Jürgen Wenzel aus Halle, Günther Eisenhardt aus Dessau und Thomas Müller aus Magdeburg begründete er Ende der 1970er Jahre die Komponistenklasse Halle, in der er Komposition und Kontrapunkt unterrichtete. Einige Absolventen der Einrichtung wurden bekannte Komponisten. Ab 1987 war er Lehrbeauftragter für die Musik des 20. Jahrhunderts am Institut für Musikwissenschaft der Martin-Luther-Universität in Halle. Außerdem war er Gastdozent bei Kompositionskursen im In- und Ausland. Domhardt war Mitglied des Zentralvorstandes des Verbandes der Komponisten und Musikwissenschaftler der DDR. In Halle (Saale) leitete er bis 1995 den Landesverband Sachsen-Anhalt Deutscher Komponisten e. V. und die Hallischen Musiktage. Darüber hinaus war er Initiator und künstlerischer Leiter der Konzertreihe „Annäherung – Neue Musik im Gespräch“ im Händel-Haus, die internationalen Komponisten ein Podium bot. In der Händelstadt wurden einem überregionalen Publikum Komponistenporträts westlicher Komponisten gezeigt.
Domhardts Musik wurde u. a. durch das Händelfestspielorchester Halle und das Gewandhausorchester Leipzig aufgeführt. Beim Festakt „20 Jahre Land und Landtag Sachsen-Anhalt“ (2010) in Magdeburg erklung seine Komposition Zu einer Radierung Goyas von 1970.
Zuletzt lebte und wirkte Domhardt als freischaffender Komponist in Halle, wo er im Jahre 1997 starb.

## Auszeichnungen
- 1975: Artur-Becker-Medaille in Gold[2]
- 1977: Händel-Preis des Rates des Bezirks Halle[3]
- 1978: Kompositionspreis der Hans-Stieber-Stiftung
- 1982: Hanns-Eisler-Preis von Radio DDR II
- 1988: Kunstpreis der DDR
- 1994: Ehrengast der Deutschen Akademie Rom Villa Massimo
- 1995: Akademie-Preis für Wissenschaft und Künste Sachsen-Anhalt (i.H.v. 10.000 DM) der Gesellschaft für Mitteldeutsche Musikgeschichte und der Akademie für Wissenschaft und Künste Sachsen-Anhalt[4]
- 1996: Fördermaßnahme „Komponisten schreiben für Kinder- und Jugendchöre“ des Arbeitskreises Musik in der Jugend (AMJ)[5]

## Werke (Auswahl)
Domhardts Musik erschien beim Deutschen Verlag für Musik in Leipzig, beim Verlag Neue Musik in Berlin, bei der C.F. Peters Musikverlag in Frankfurt am Main, beim Friedrich Hofmeister Musikverlag in Leipzig und beim Domus Verlag in Halle. Er komponierte Vokalmusik, darunter zahlreiche Lieder, eine Oper, Instrumentalmusik (Orchesterwerke, Konzerte und Kammermusik) sowie Hörspiel- und Schauspielmusiken.
- Weiberkomödie, Oper nach Heiner Müller
- zwei Sinfonien
- zwei Kammersinfonien
- zwei Streichquartette
- Konzert für Viola und Orchester
- HÖLDERLIN á CAPPELLA für gemischten Chor
- ASSOZIATIONEN für gemischten Chor a cappella
- Violinsonate
- Streichsextett
- Kantate In memoriam Lenin, Auftragsarbeit für die Betriebsfestspiele des Chemiekombinats Bitterfeld 1970
- SOTTO VOCE für Kammerensemble
- Quadrosonata für Kammerensemble
- ORPHEUS Fragmente I für zwei Gitarren
- ORPHEUS Fragmente II in memoriam Víctor Jara für Sprecher und 7 Instrumente
- ORPHEUS für Englischhorn und Streichorchester
- ORPHEUS Fragmente III für Englischhorn, Fagott, Viola und Gitarre
- INVOCACIÓN für achtstimmigen Chor a cappella auf Worte von Pablo Neruda (in memoriam Paul Dessau), deutscher Text: Erich Arendt/Stephan Hermlin – 1979, Auftragswerk des Rundfunks der DDR

## Hörspiele
Rundfunk der DDR
- 1980: Alfred Matusche: An beiden Ufern – Regie: Peter Groeger
- 1980: Wolfgang Hildesheimer: Das Opfer Helena – Regie: Peter Groeger
- 1980: Edward Radsinski: Lunin oder Jacques Tod – Regie: Peter Groeger
- 1981: Bernard Binlin Dadié: Codjo – Feuersohn – Regie: Uwe Haacke
- 1986: Michail Rostschin: Zwillingsbruder – Regie: Peter Groeger
- 1987: Konstantin Simonow Aus den Notizen Lopatins – Regie: Helmut Hellstorff
- 1987: Leonid Leonow: Die Bändigung Badadoschkins – Regie: Peter Groeger
- 1987: Michail Schatrow: So werden wir siegen – Regie: Helmut Hellstorff
- 1988: Andrei Platonow: Die Stimme des Vaters – Regie: Peter Groeger

Sender Freies Berlin / Fachhochschule Brandenburg
- 1991: Lutz Volke: Vielleicht hätte sich Trapezunt gelohnt. Günter Eich – Ein Erinnern – Regie: Peter Groeger

DS Kultur
- 1992: Joachim Knauth: Aretino oder Ein Abend in Mantua – Regie: Peter Groeger